# 난고촌 (미야자키현)
난고촌(南郷村)은 미야자키현 히가시우스키군에 있던 촌으로, '백제 마을'(百濟の里)이 있는 곳이다.
2006년 1월 1일, 사이고촌·기타고촌과 합병 (신설합병)해, 미사토정이 되었기 때문에 지방자치단체로서 소멸하였다.

## 지리
규슈 산지에 포함되며, 동서로 오마루강이 흐른다. 마을의 대부분이 산림으로 이루어져 있다.

## 역사
- 1889년 5월 1일 - 정촌제 시행에 수반해 난고촌이 성립하였다.
- 2006년 1월 1일 - 사이고촌, 기타고촌이 합병, 정으로 승격해 미사토정이 되었다.

## 교통

### 도로
- 국도 제388호선
- 국도 제446호선